# Dalpe
Dalpe (lmo. Dalp) – miejscowość i gmina w południowej Szwajcarii, w kantonie Ticino, w okręgu (distretto) Leventina, w powiecie (circolo) Quinto. 

## Demografia
W Dalpe mieszka 167 osób. W 2021 roku 8,4% populacji gminy stanowiły osoby urodzone poza Szwajcarią. 

## Transport
Przez teren gminy przebiega droga główna nr 411.